# بازی ویدئویی ورزشی

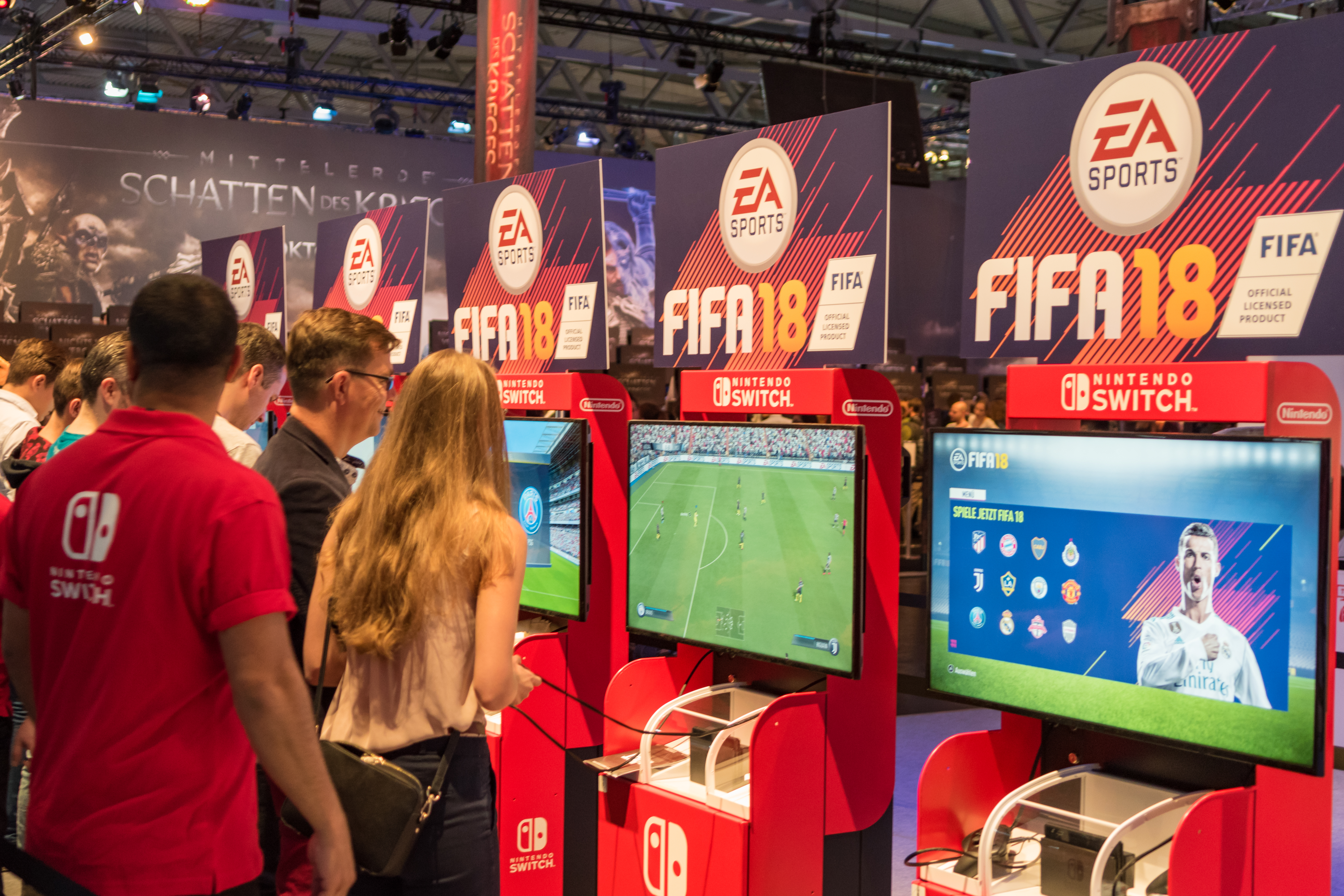
یک بازی ویدئویی ورزشی

بازی ویدئویی ورزشی (به انگلیسی: Sports video game) سبکی از بازی‌های ویدئویی است که عملی مرتبط با ورزش را شبیه‌سازی می‌کند. بیشتر این ورزش‌ها برای بازی دوباره‌سازی می‌شوند که شامل ورزش تیمی، ورزش‌های مخاطره‌آمیز، ورزش‌های رزمی و دو و میدانی می‌باشند. بازی ویدئویی ورزشی معمولاً در زمان واقعی و در شرایط محدودی انجام می‌شود، و برای موفقیت در آن‌ها به دو شاخصه مهارت و هوش نیاز است. این سبک از بازی معمولاً با اهداف انتزاعی در ذهن، همانند به دست آوردن امتیاز همراه است، و شامل چالش‌های فیزیکی و تاکتیکی و آزمون‌های دقت و صحت بازیکن است. بیشتر بازی‌های ورزشی به صورت چندنفره انجام می‌شوند و در آن‌ها سعی شده طرحی مشخص از ویژگی‌ها و مشخصات ورزشکار مورد نظر با آن ورزش، شامل سرعت، قدرت، شتاب، دقت و قابلیت‌های دیگر در بازی گنجانده شوند.